# Real Vicenza V.S.
Real Vicenza VS là một câu lạc bộ bóng đá Ý có trụ sở tại Vicenza, vùng Veneto. Câu lạc bộ tập trung trong bóng đá trẻ kể từ mùa giải 2015-16.

## Lịch sử

### Thành lập
Câu lạc bộ được thành lập vào năm 2010 sau khi sáp nhập các đội Leodari Sole, Cavazzale và Real Vicenza-Laghetto.

### Serie D
Vào cuối mùa giải 201112, đội được thăng hạng từ Eccellenza Veneto / A lên Serie D sau vòng playoffs.

### Lega Pro
Chỉ sau một mùa giải ở Girone C của giải đấu Serie D, kết thúc ở vị trí thứ năm, Real Vicenza đã chọn đăng ký thi đấu lại Lega Pro Seconda Divisione, cấp độ thấp nhất của bóng đá chuyên nghiệp Ý, để lấp đầy bất kỳ vị trí tiềm năng nào. Đơn đăng ký được chấp nhận vào ngày 5 tháng 8 năm 2013 và Real Vicenza đã được kết nạp thành công vào Lega Pro Seconda Divisione, chỉ với một bậc sau câu lạc bộ địa phương chính lịch sử Vicenza Calcio (đội đã xuống hạng Lega Pro Prima Divisione cùng mùa). Trong mùa giải 2013-14, một giai đoạn chuyển tiếp từ hệ thống Lega Pro hai tầng sang một cấp, Real Vicenza đã cố gắng duy trì một vị trí cho mùa khai mạc của giải hạng ba thống nhất, 2014-15 Lega Pro.

## Màu sắc và huy hiệu
Màu của đội là trắng và đỏ.

## Danh hiệu
- Coppa Italia Veneto:
  - Người chiến thắng (1): 2011-12